# Hamburg European Open 2019 - Doppio
Julio Peralta e Horacio Zeballos erano i campioni in carica, ma Peralta ha scelto di non partecipare. Zeballos ha fatto coppia con Leonardo Mayer, perdendo al primo turno contro Pablo Cuevas e Nicolás Jarry.
In finale Oliver Marach e Jürgen Melzer hanno sconfitto Robin Haase e Wesley Koolhof con il punteggio di 6-2, 7–6(3).

## Teste di serie
1. Ivan Dodig /  Mate Pavić (semifinale)
2. Kevin Krawietz /  Andreas Mies (quarti di finale)

1. Oliver Marach /  Jürgen Melzer (campioni)
2. Robin Haase /  Wesley Koolhof (finale)

## Qualificati
1. Julian Lenz /  Daniel Masur (quarti di finale)

## Wildcard
1. Daniel Altmaier /  Johannes Härteis (primo turno)

1. Rudolf Molleker /  Nenad Zimonjić (primo turno)

## Tabellone

### Legenda
| - Q = Qualificato - WC = Wild card - LL = Lucky loser | - ALT = Alternate - SE = Special Exempt - PR = Protected Ranking | - w/o = Walkover - r = Ritirato - d = Squalificato |

|  | Primo turno        | Primo turno               | Primo turno          | Primo turno | Primo turno |  |  | Quarti di finale | Quarti di finale          | Quarti di finale          | Quarti di finale  | Quarti di finale |    |      | Semifinali | Semifinali        | Semifinali        | Semifinali        | Semifinali        |   |   | Finale | Finale | Finale | Finale | Finale |  |
|  |                    |                           |                      |             |             |  |  |                  |                           |                           |                   |                  |    |      |            |                   |                   |                   |                   |   |   |        |        |        |        |        |  |
|  | 1                  | I Dodig M Pavić           | I Dodig M Pavić      | 7           | 6           |  |  |                  |                           |                           |                   |                  |    |      |            |                   |                   |                   |                   |   |   |        |        |        |        |        |  |
|  |                    | J Chardy R Gasquet        | J Chardy R Gasquet   | 62          | 4           |  |  | 1                | I Dodig M Pavić           | I Dodig M Pavić           | 6                 | 6                |    |      |            |                   |                   |                   |                   |   |   |        |        |        |        |        |  |
|  | WC                 | D Altmaier J Härteis      | D Altmaier J Härteis | 4           | 2           |  |  |                  | T Pütz J-L Struff         | T Pütz J-L Struff         | 2                 | 3                |    |      |            |                   |                   |                   |                   |   |   |        |        |        |        |        |  |
|  |                    | T Pütz J-L Struff         | T Pütz J-L Struff    | 6           | 6           |  |  |                  |                           |                           |                   |                  |    |      | 1          | I Dodig M Pavić   | 62                | 6                 | [8]               |   |   |        |        |        |        |        |  |
|  | 4                  | R Haase W Koolhof         | 3                    | 6           | [10]        |  |  |                  |                           | 4                         | R Haase W Koolhof | 7                | 4  | [10] |            |                   |                   |                   |                   |   |   |        |        |        |        |        |  |
|  |                    | H Dellien T Monteiro      | 6                    | 3           | [5]         |  |  | 4                | R Haase W Koolhof         | R Haase W Koolhof         | 7                 | 6                |    |      |            |                   |                   |                   |                   |   |   |        |        |        |        |        |  |
|  | Q                  | J Lenz D Masur            | 4                    | 6           | [11]        |  |  | Q                | J Lenz D Masur            | J Lenz D Masur            | 65                | 4                |    |      |            |                   |                   |                   |                   |   |   |        |        |        |        |        |  |
|  |                    | A Zverev M Zverev         | 6                    | 3           | [9]         |  |  |                  |                           |                           |                   |                  |    |      | 4          | R Haase W Koolhof | R Haase W Koolhof | 2                 | 63                |   |   |        |        |        |        |        |  |
|  |                    | R Bopanna P Carreño Busta | 6                    | 5           | [10]        |  |  |                  |                           |                           |                   |                  |    |      |            |                   | 3                 | O Marach J Melzer | O Marach J Melzer | 6 | 7 |        |        |        |        |        |  |
|  | WC                 | R Molleker N Zimonjić     | 3                    | 7           | [3]         |  |  |                  | R Bopanna P Carreño Busta | R Bopanna P Carreño Busta | 1                 | 4                |    |      |            |                   |                   |                   |                   |   |   |        |        |        |        |        |  |
|  |                    | M Cecchinato B Paire      | M Cecchinato B Paire | 2           | 1           |  |  | 3                | O Marach J Melzer         | O Marach J Melzer         | 6                 | 6                |    |      |            |                   |                   |                   |                   |   |   |        |        |        |        |        |  |
|  | 3                  | O Marach J Melzer         | O Marach J Melzer    | 6           | 6           |  |  |                  |                           |                           |                   |                  |    |      | 3          | O Marach J Melzer | O Marach J Melzer | 7                 | 6                 |   |   |        |        |        |        |        |  |
|  | P Cuevas N Jarry   | P Cuevas N Jarry          | P Cuevas N Jarry     | 6           | 6           |  |  |                  |                           |                           | P Cuevas N Jarry  | P Cuevas N Jarry | 62 | 3    |            |                   |                   |                   |                   |   |   |        |        |        |        |        |  |
|  | L Mayer H Zeballos | L Mayer H Zeballos        | L Mayer H Zeballos   | 3           | 4           |  |  |                  | P Cuevas N Jarry          | 6                         | 4                 | [10]             |    |      |            |                   |                   |                   |                   |   |   |        |        |        |        |        |  |
|  |                    | R Jebavý M Middelkoop     | 5                    | 7           | [8]         |  |  | 2                | K Krawietz A Mies         | 3                         | 6                 | [7]              |    |      |            |                   |                   |                   |                   |   |   |        |        |        |        |        |  |
|  | 2                  | K Krawietz A Mies         | 7                    | 69          | [10]        |  |  |                  |                           |                           |                   |                  |    |      |            |                   |                   |                   |                   |   |   |        |        |        |        |        |  |

## Qualificazione

### Teste di serie
1. Romain Arneodo /  Andrėj Vasileŭski (primo turno)

1. Hans Podlipnik-Castillo /  David Vega Hernández (ultimo turno)

### Qualificati
1. Julian Lenz /  Daniel Masur

### Wild card
1. Jason Jeremy Hildebrandt /  Lewie Lane (primo turno)

### Tabellone qualificazioni
|  | Primo turno | Primo turno                                  | Primo turno                      | Primo turno | Primo turno |  |  | Ultimo turno | Ultimo turno                                 | Ultimo turno                                 | Ultimo turno | Ultimo turno |  |
|  |             |                                              |                                  |             |             |  |  |              |                                              |                                              |              |              |  |
|  | 1           | Romain Arneodo Andrėj Vasileŭski             | Romain Arneodo Andrėj Vasileŭski | 2           | 3           |  |  |              |                                              |                                              |              |              |  |
|  |             | Julian Lenz Daniel Masur                     | Julian Lenz Daniel Masur         | 6           | 6           |  |  |              | Julian Lenz Daniel Masur                     | Julian Lenz Daniel Masur                     | 6            | 6            |  |
|  | WC          | Jason Jeremy Hildebrandt Lewie Lane          | 2                                | 6           | [4]         |  |  | 2            | Hans Podlipnik-Castillo David Vega Hernández | Hans Podlipnik-Castillo David Vega Hernández | 3            | 2            |  |
|  | 2           | Hans Podlipnik-Castillo David Vega Hernández | 6                                | 3           | [10]        |  |  |              |                                              |                                              |              |              |  |